# Wilsdruff
Wilsdruff (pronunciación en alemán: /ˈvɪlsˌdʁʊf/ⓘ) es un municipio situado en el distrito de Suiza Sajona-Montes Metálicos Orientales, en el estado federado de Sajonia (Alemania), a una altitud de 273 metros. Su población a finales de 2016 era de unos 14 000 habs. y su densidad poblacional, 170 hab/km².